# Хрватски вуковци
Хрватски вуковци били су скупина хрватских лингвиста, а која је била активна на крају 19. и почетком 20. вијека. Њихов рад се заснива на стандардизацији хрватског језика. Предводио их је Томислав Маретић, а најистакнутији чланови су били Фрањо Ивековић, Иван Броз, Перо Будмани, Армин Павић, Ватрослав Рожић и други.
За вријеме дјеловања Вуковаца, питање дијалекталне основе за књижевни језик још увијек није било ријешено. Вуковци су подржавали новошкотавски ијекавски дијалекат (источнохерцеговачки дијалекат), који је записао Вук Стефановић Караџић, а описао Ђуро Даничић. Они су заговарали фонолошки правопис. Кроз своје положаје у Југословенској академији знаности и умјетности и Свеучилишту у Загребу, вршили су утицај на стандардизацију језика.
Објавили су три фундаментална дјела:
- Хрватски правопис, Иван Броз 1892.
- Граматика и стилистика хрватскога или српскога језика, Томислав Маретић 1899.
- Рјечник хрватског језика, Фрањо Ивековић и Иван Броз 1901.

Првенствено због политичких разлога, као и због професионалне компетенције, крајем 19. вијека биле су доминантне стандардолошке и правописне конвенције које су увели и заговарали Вуковци и обликовале су ток језичке стандардизације у Хрватској у првој половини 20. вијека. У својим нормативним радовима (Брозов правопис, Маретићева граматика и Броз-Ивековићев рјечник) допринијели су коначном формирању стандардног хрватског на основи новоштокавског дијалекта.